# Identité nationale
 (15 avril 2023).
- Si vous ne connaissez pas le sujet, laissez ce bandeau (vous pouvez alors contacter les auteurs).
- Si vous supprimez le contenu mis en cause (vous pouvez préalablement contacter les auteurs),

argumentez précisément cette suppression dans la page de discussion
(un manque de référence n'est pas un argument ; une recherche réelle de référence doit avoir été effectuée, être formellement documentée).
L'expression « identité nationale », dont l'utilisation est devenue assez courante à partir des années 1980, a connu une certaine vogue en France dans la première décennie du XXIe siècle. Elle a été et reste la source de nombreuses controverses, témoignant à la fois du flou de sa définition et de son usage souvent équivoque, qui en font, selon la formule de deux sociologues britanniques, « un des concepts les plus discutés mais les moins compris de la fin du XXe siècle ».
Cette terminologie est notamment citée dans un traité de l'Union européenne :

« L'Union (européenne) respecte l'égalité des États membres devant les traités ainsi que leur identité nationale, inhérente à leurs structures fondamentales politiques et constitutionnelles, y compris en ce qui concerne l'autonomie locale et régionale. Elle respecte les fonctions essentielles de l'État, notamment celles qui ont pour objet d'assurer son intégrité territoriale, de maintenir l'ordre public et de sauvegarder la sécurité nationale. En particulier, la sécurité nationale reste de la seule responsabilité de chaque État membre. »

## Définition: des ambigüités fondamentales
Pour Gérard Noiriel, spécialiste de l’histoire de l’immigration, le terme vient de la « francisation de « national identity » qui existe aux États-Unis depuis les années 1950 (…) au départ une notion de la psychologie sociale de l’intégration des immigrés ». Selon lui, « l’identité nationale » est un produit de « la pensée de 1968 », quand « les universitaires progressistes étaient pour l’assimilation », et est utilisé par le régionalisme contre « l’impérialisme de l’identité dominante ». Dans les années 1980, « il y a un retournement avec le Front national qui va imposer l’expression dans le vocabulaire courant. C’est à partir de ce moment que la droite et l’extrême droite récupèrent la notion » qui « est toujours lié au vocabulaire sécuritaire, c’est-à-dire au vocabulaire de la menace. Barrès est typique de ce point de vue : il s’agit de présenter l’étranger comme danger vital pour la nation. Il y a donc une connotation qui n’est d’ailleurs pas présente dans tous les pays ». Le concept nationaliste existait auparavant sous le terme « d’âme » ou de « caractère national ».

### La nation, concept protéiforme
Bien que dès 1907 le social-démocrate autrichien Otto Bauer, dans La Question des nationalités et la social-démocratie, ait insisté sur la nécessité de définir scientifiquement l'essence de la nation, le discours des sciences humaines et sociales montre qu'aujourd'hui cette question n'a toujours pas été définitivement réglée. En effet, même si le concept de nation, parfois employé concurremment avec celui de peuple, évoque toujours l'existence d'une communauté homogène d'individus, il ne fait actuellement pas l'objet d'une définition unique et est entendu de manière différente selon les plans sur lesquels on se place pour en choisir les éléments fédérateurs. En français, pour les peuples qui disposent d'un État, il y a souvent une double-définition des mots « nation » ou « peuple » : la nation délimitée par l'État, et la nation délimitée par des « faits sociaux intégrateurs ».

#### La nation délimitée par l'État
La nation peut être définie d'une manière assez simple à partir d'éléments purement juridiques. Elle se présente alors comme la communauté des habitants d'un territoire soumis à l'autorité d'un pouvoir souverain organisé sous la forme d'un appareil d'État qui leur reconnaît la citoyenneté, ou encore la nationalité politique. Selon la constitution de chaque État, le droit du sol et le droit international, l'identifiant (« ethnonyme ») d'une nation désigne les citoyens de ce territoire et eux seuls, quelles que soient leurs langues et traditions culturelles : par exemple, aux points de passage frontaliers, nul ne demande à un Français s'il est d'origine alsacienne, antillaise, auvergnate, basque, berrichonne, bretonne, bourguignonne, corse, kabyle, occitane, picarde, réunionnaise ou tahitienne, ni quelles sont ses éventuelles croyances religieuses. Cette conception assimilant la nation aux ressortissants d'un État est consacrée par le droit public et trouve notamment une confirmation officielle dans les appellations de Société des Nations, puis d'Organisation des Nations unies, retenues après les Première et Seconde Guerres mondiales pour rassembler les États dans des institutions internationales à vocation mondiale,.

#### La nation délimitée par des «faits sociaux intégrateurs»
L'expression « faits sociaux intégrateurs » s'inspire des « faits sociaux intégratifs » d'Alexandre Dorna dans Le retour du caractère national ? ; c'est une définition le plus souvent ethnographique, conforme au droit du sang et à l'appartenance linguistique et culturelle, où l'« ethnonyme » désigne un groupe ethnique, éventuellement majoritaire dans un État, minoritaire ailleurs, et cela quelle que soit la citoyenneté de ses membres, y compris en diaspora : ainsi un « Russe » reste un russe ethnique partout dans le monde, qu'il soit citoyen estonien, moldave, allemand, français, britannique, suisse, kazakh ou canadien ; en revanche un Touvain ou un Yakoute n'est pas un russe ethnique, même s'il est citoyen de la Russie. En français, les nations, communautés ou peuples ne disposant pas d'un État en propre et répartis dans un ou plusieurs États (Acadiens, Berbères, Inuits, Kurdes, Quechuas, Roms, Yanomamis…) sont toujours l'objet de cette seconde définition, ethnographique, qui prend en compte des éléments multiples relevant de toutes les disciplines des sciences humaines, notamment la sociologie et la psychologie,.
Sont alors tenus pour facteurs de « rattachement national » tous ceux réputés induire des comportements collectifs communs. À la prise en compte de données objectives comme le territoire, les institutions, la langue, la religion ou l'ethnie, vient alors s'ajouter celle de paramètres tels l'histoire, la culture ou même la politique d'un pays. En 1913, Staline écrit dans l'un de ses articles, « Le Marxisme et la Question nationale » qu'une « nationalité » est « une communauté humaine, stable, historiquement constituée, née sur la base d'une communauté de langue, de territoire, de vie économique et de formation psychique qui se traduit par une communauté de culture », complétant ainsi la définition du social-démocrate autrichien Otto Bauer écrivant, en 1907, que la nation est « une communauté de caractère fondée sur une communauté de culture, issue d'une communauté de destin ».
Dans cette démarche, la « nation » et les caractéristiques communes qu'elle implique présentent une telle consubstantialité que, souvent, les communautés y sont d'abord présupposées former ou non des nations, généralement en fonction de considérations idéologiques, la justification de leur qualification n'intervenant qu'ensuite en recourant aux éléments identitaires adaptés à la démonstration. On trouve notamment un bon exemple de ce raisonnement à caractère tautologique chez Staline dans « Le Marxisme et la Question nationale ». S'employant à contredire Otto Bauer, pour qui les Juifs de la diaspora, par leur communauté de caractère et de sort, constituaient une nation, Staline pose comme principe qu'« il n'existe pas en réalité d'indice distinctif unique de la nation » et que celle-ci est le résultat d'une combinaison de facteurs. Pour lui « lorsqu'on compare les nations, se détache avec plus de relief tantôt un indice (caractère national), tantôt un autre (langue), tantôt un troisième (territoire, conditions économiques) ». Cette démarche, révélant clairement qu'il postule déjà l'existence (ou l'inexistence) de certaines nations avant de la confirmer en usant des critères choisis à dessein, lui permet d'affirmer que bien que les Juifs aient en commun « la religion, leur origine commune et certains vestiges de leur caractère national », la nation juive n'existe « que sur le papier », faute notamment d'une implantation territoriale bien délimitée.
Il n'est pas étonnant que les « nations » définies selon des critères aussi élastiques ne coïncident pas forcément avec les États juridiquement reconnus, ni avec les ethnies décrites par les ethnologues scientifiques, basées sur une communauté de langue et de culture. Dix ans après avoir publié son article, Stalinen devenu entretemps « commissaire du peuple aux nationalités » dans le Conseil des commissaires du peuple issu de la révolution d'Octobre, a été à l'origine de toute une série de réformes de l'URSS qui, par la force, bouleversèrent, spolièrent, déplacèrent de nombreuses populations antérieurement reconnues comme constituant des « nations », notamment dans le Caucase, en les séparant ou en les regroupant arbitrairement. À l'inverse, d'autres groupes humains, susceptibles eux aussi d'être qualifiés de « nations » en application de cette classification, sont partagés entre des États différents. C'est, parmi beaucoup d'autres, le cas des Kurdes (répartis entre Iran, Irak, Syrie et Turquie), des Basques (établis aux confins de l'Espagne et de la France) ou encore des Lapons (disséminés sur les territoires polaires de la Suède, la Norvège, la Finlande et la Russie).

### L'identité nationale: une communauté d'éléments fluctuants
Les collectivités humaines offrent de nombreux exemples de rassemblements d'individus, structurés ou informels, liés par des caractères et des intérêts communs. La participation à certains d'entre eux, tels sociétés ou associations, est conditionnée par des formalités ou des actes juridiques précis permettant en principe d'en identifier avec certitude les membres.
En revanche, les contours d'autres ensembles tels les tribus, clans, familles, nations sont délimités à l'aide de critères plus flous. En effet, même s'ils impliquent toujours des similitudes apparentes, variables selon les groupes, celles-ci ne sont généralement pas suffisantes et sont complétées par des éléments essentiels d'ordre psychologique plus difficilement saisissables, censés témoigner de la sensation, à la fois individuelle et collective, de faire partie d'un groupe spécifique cohérent. Ce facteur serait même déterminant, et transcenderait les données concrètes immédiatement perceptibles, qui malgré leur importance demeureraient accessoires.
Il en va ainsi pour les nations. Il existe sans doute entre leurs membres un certain nombre de points communs directement observables, pouvant être la langue, la présence sur un même territoire, ou la soumission à une même autorité. Toutefois, qu'elles soient purement et simplement assimilées aux États ou qu'elles s'affranchissent de leurs frontières, on les caractérise en outre par un état d'esprit commun aux individus les composant, révélant leur solidarité et leur adhésion à des valeurs collectives spécifiques.
L'idée était déjà sous-jacente chez Voltaire qui, évoquant divers peuples de la terre dans son Essai sur les mœurs et l'esprit des nations (1756), les distinguait notamment par leurs « mœurs », leurs « caractères » et leur « génie » respectifs. Elle sera reprise avec une connotation quasi mystique par Renan, affirmant en 1882 lors d'une conférence à la Sorbonne sur le thème « Qu'est-ce qu'une nation ? » que si les points communs visibles portant sur « la race, la langue, les intérêts, l'affinité religieuse, la géographie, les nécessités militaires » contribuent à créer des liens parfois puissants entre les individus, ils ne suffisent pas à définir la nation. Celle-ci est pour lui avant tout « une âme, un principe spirituel », se résumant « dans le présent par un fait tangible : le consentement, le désir clairement exprimé de continuer la vie commune ».
Trente ans plus tard, bien que critiquant ce type d'analyse « cousue de fil idéaliste » dans son article de 1913, Staline n'en considérait pas moins qu'il convient de « tenir compte des particularités de la psychologie des hommes réunis en nation. Les nations se distinguent les unes des autres non seulement par les conditions de leur vie, mais aussi par leur mentalité… ».
Délimiter les contours d'une nation en prêtant à ses membres une « formation psychique originale » selon la formule de Staline, un « vouloir vivre collectif » selon l'expression consacrée inspirée de la pensée de Renan, ou l'intuition d'une «identité nationale» selon les termes d'aujourd'hui, implique l'interprétation de comportements souvent peu explicites.
La démarche repose donc essentiellement sur des présomptions. Ainsi, les citoyens d'un État sont, tant qu'ils en conservent juridiquement la nationalité, réputés adhérer à ses idéaux communs, raisonnement par induction dont on trouve une opportune confirmation dans les manifestations de civisme, de patriotisme ou de chauvinisme auxquels se livrent certains d'entre eux en fonction des circonstances. De même, les nations appréhendées abstraction faite des États le sont par référence au sentiment et à la volonté présumés de leurs membres de former un groupe autonome et soudé, s'exprimant notamment parfois par des revendications nationalistes.
De telles extrapolations ne sont pas sans risque de subjectivité. Ainsi, Staline devait concéder qu'« évidemment, la formation psychique en elle-même, ou, comme on l'appelle autrement, le « caractère national », apparaît pour l'observateur comme quelque chose d'insaisissable ». L'historien anglais Eric Hobsbawm, lui aussi, étudiant les nationalismes avant le XXe siècle, soulignait que puisque l'on ne dispose d'informations que sur la fraction instruite des populations, il était difficile de connaitre avec certitude « les sentiments des illettrés qui formaient l'écrasante majorité de la population mondiale » à l'époque, et donc hasardeux de généraliser de l'élite aux masses.
Le critère d'ordre psychologique n'en est pas moins considéré comme significatif dans la mesure où la communauté d'esprit est toujours censée se concrétiser sous des formes tangibles, qui, en définitive sont les véritables révélateurs de l'adhésion implicite à un idéal de vie collective. C'est par exemple ce que pensait de la communauté de langue, en s'inspirant manifestement des idées de Wilhelm von Humboldt, l'auteur anonyme d'un ouvrage d'abord publié en Russie, puis en France en 1877, et traitant de « l'essence de l'individualité nationale ». Selon lui, « la forme qui sert d'expression à l'individualité nationale, c'est la langue ; car la langue est l'instrument unique de l'unité d'un peuple... », puisque « les populations d'une même langue ne cessent jamais de se considérer comme les membres d'un tout, d'une unité indivisible, même si elles sont divisées en plusieurs unités politiques, ou bien, se trouvant sous domination étrangère, sont complètement privées de l'indépendance politique ».
Relativisant pour les besoins de sa démonstration l'importance de la langue commune, Staline, dans son article précité, constatait qu'elle pouvait être pratiquée par des nations différentes, mais élargissait à d'autres éléments le champ des indices de la « formation psychique » impalpable caractérisant selon lui la nation, en affirmant qu'elle s'exprimait plus globalement, « dans l'originalité de la culture commune ».
Il est vrai que de longue date la philosophie et la littérature sont riches d'observations sur les conduites communes présentées comme caractéristiques de certaines sociétés humaines. Par exemple, dès le IVe siècle av. J.-C., dans sa correspondance avec Théophraste, Dicéarque de Messine, étudiant les habitants de certaines cités grecques, observait que ceux d'Oropos étaient voleurs, ceux d'Haliarte stupides, ceux de Coronée obséquieux, et que les Platéens faisaient preuve d’ostentation et les Thespiens d’esprit de contradiction.
On peut sans doute s'interroger sur la pertinence d'assertions qui déjà à l'époque devaient plus résulter d'une schématisation hâtive que d'une démarche expérimentale sérieuse, s'apparentant à celles qui, aujourd'hui, se bornent à colporter quelques stéréotypes nationaux sommaires, réputant par exemple les Écossais avares ou les Français râleurs.
Du moins le développement et les progrès de sciences sociales telles l'histoire, la sociologie, la psychosociologie, voire la science politique, peuvent-ils permettre de dégager avec de meilleures garanties scientifiques, à partir d'analyses prenant en compte de multiples éléments comme le langage, l'écriture, les religions, ou les relations de pouvoir, des éléments caractéristiques susceptibles de participer à la cohésion et à la solidarité d'un groupe humain.
Ainsi, depuis 2003, l'UNESCO consacre-t-elle l'existence d'un « patrimoine culturel immatériel », dont elle a entrepris d'établir un recensement par des jurys internationaux. C'est par exemple dans ce cadre qu'elle a consacré neuf traditions françaises, comprenant notamment celle du « repas gastronomique », parmi plusieurs centaines d'autres pratiques et coutumes culturelles déjà reconnues dans divers États du monde.
Ces processus contribuent incontestablement à créer et entretenir des liens au sein des groupes sociaux dans la mesure où, selon les instances de l'UNESCO, ils « inspirent aux communautés vivantes un sentiment de continuité par rapport aux générations qui les ont précédées et revêtent une importance cruciale pour l'identité culturelle ainsi que la sauvegarde de la diversité culturelle et de la créativité de l'humanité ». Toutefois, en admettant même que leur inventaire complet puisse permettre de cerner les caractères originaux des groupes humains, on peut douter qu'il règle définitivement la question de l'identité nationale. En effet, en l'état actuel de son emploi par le langage des sciences humaines, cette notion est conçue différemment par ses utilisateurs selon les fins qu'ils poursuivent. Cette instrumentalisation les conduit à insister sur des éléments fédérateurs variables lui conférant un contenu fluctuant source de controverses.

## Utilisations: des finalités multiples
L'identité nationale peut d'abord être prise comme objet d'une recherche impartiale à finalité scientifique, démarche seulement envisageable dans un cadre strictement limité.
Elle est aussi utilisée souvent comme étalon de référence à contenu variable en vue d'atteindre divers objectifs dont on évoquera quelques exemples.

### L'identité nationale comme objet de recherche
Dans le cadre d'une analyse scientifique, il est possible de rechercher quels sont les caractères communs fondant la cohésion d'un groupe humain. Toutefois, afin d'éviter la démarche tautologique déjà évoquée consistant d'abord à présupposer intuitivement que celui-ci constitue une nation avant d'en trouver ensuite les éléments identitaires confirmatifs, ce type d'étude doit au préalable déterminer son objet de manière incontestable. Il semble que le point de départ le plus adéquat consiste à utiliser le seul critère neutre disponible: celui assimilant la nation à la population d'un État. Selon la stabilité et l'homogénéité de celui-ci, pourront alors être recensés de rares, ou au contraire de nombreux facteurs d'unité. En toute hypothèse, l'étude doit suivre leur évolution éventuelle, et non se figer à un stade considéré comme définitif.
Ainsi peut-il être envisagé, dans la partie terminale de cet article, de tenter d'établir sans parti pris un tableau comparatif des éléments constitutifs des «identités nationales» caractérisant les populations des États de la planète.

### L'identité nationale comme norme de référence
Elle devient alors un standard mis au service de divers objectifs pouvant selon le cas viser à conforter une situation existante, ou au contraire, à la rectifier. Le contenu mobilisé est alors fonction des finalités en vue desquelles il est utilisé.

#### Idéal à atteindre
L'observation des États révèle que dans certains d'entre eux, il n'existe pas entre les gouvernés une cohésion et une solidarité suffisante pour assurer le minimum d'harmonie nécessaire au bon fonctionnement des institutions. Cette situation peut avoir des causes variables. Par exemple, il est notoire que l'indépendance des territoires colonisés arrachée à leurs anciennes puissances occupantes a parfois produit des États artificiels. Leurs nouveaux dirigeants, une fois la libération obtenue, ont dû, confrontés à l’hétérogénéité des populations, voire à leur antagonisme, s'employer à les conforter en les unifiant à partir d'éléments susceptibles de définir une identité nationale spécifique. L'institution d'un système de parti unique a souvent été un instrument privilégié de cette politique de construction d'une ferveur nationaliste populaire, mobilisant aussi les médias, le système éducatif, et l'ensemble de l'appareil administratif en reprenant parfois, faute de mieux, les classifications, cartographies et récits historisants du système colonial.
Les populations des États déjà stabilisés peuvent elles aussi connaître des périodes de tension ou de désarroi. C'est alors parfois l'idéologie officielle qui s'efforce de mobiliser opinions et énergies pour les rassembler sur des thèmes présentés comme essentiels pour l'identité nationale. Ainsi, en France, après la déchéance de l'empereur Napoléon III et la capitulation contre les Prussiens, les autorités mirent-elles en place une pédagogie à la fois républicaine, laïque et revancharde, dont les instituteurs publics furent le fer de lance, d'où leur surnom de « Hussards noirs ». De même, sous l'Occupation, le régime de Vichy, imputant la défaite au relâchement de la Nation, prônait-il une « Révolution nationale » avec pour ambition de refonder une identité française nouvelle, résumée dans la devise « Travail, Famille, Patrie ».
Les initiatives pour améliorer la cohésion nationale peuvent aussi prendre la forme d'une démarche théorique isolée. Ainsi, en 1998, le géographe Yves Lacoste, dans son ouvrage « Vive la nation », prenant acte des risques d'exclusion et de xénophobie à l'égard des populations issues de l'immigration, proposait-il de fédérer communautés, religions et traditions diverses autour d'un concept rénové de nation, conçu comme moyen géopolitique idéal d'accès à la démocratie, aux valeurs républicaines et à l'intégration.

#### Idéal à préserver
La cohérence culturelle et sociale façonnée progressivement dans le cadre d'un État peut avoir atteint à un moment donné un stade jugé si parfait que l'identité nationale qui est présumée en découler est considérée comme une valeur à préserver à tout jamais, sous peine d'une régression regrettable, voire dangereuse.
Les politiques publiques peuvent tenter d'assurer la stabilité de ce modèle en prévenant les changements susceptibles de le bouleverser. Ainsi, puisque l'accueil durable d'étrangers à cultures différentes peut influer sur l'évolution de leur société, nombre d'États le soumettent à des conditions censées attester de leur aptitude à l'assimilation. En France, par exemple, afin de garantir leur « intégration républicaine », le Code de l'entrée et du séjour des étrangers et du droit d'asile organise un processus de sélection subordonnant leur séjour de longue durée à leur formation civique aux « valeurs de la République, notamment l'égalité entre les hommes et les femmes et la laïcité » au moyen de « contrats d'accueil et d'intégration ». C'est dans la ligne de cette politique d'encadrement des étrangers qu'a été créé en 2007 un « ministère de l'Immigration, de l'Intégration, de l'Identité nationale et du Développement solidaire », et ouvert en 2009 un grand débat sur l'identité nationale, fortement médiatisé, mais demeuré sans suite.
Au demeurant, en admettant qu'elles atteignent leur objectif, ces précautions limitées aux seuls étrangers ne peuvent pas empêcher la transformation de la société sous l'effet de causes purement internes. En désaccord avec ce qu'ils estiment être l'évolution vers une nouvelle identité nationale non conforme à l'authentique, d'aucuns déplorent alors la dégradation du modèle sociétal auquel ils étaient attachés et souhaitent un retour en arrière.
Leur protestation peut prendre une forme purement théorique, avec un retentissement variable selon leur notoriété. Ainsi, la parution en 2013 de l'ouvrage L'identité malheureuse dans lequel l'écrivain-philosophe Alain Finkielkraut exprimait sa nostalgie du passé en dénonçant la désagrégation de l'identité nationale française a-t-elle donné lieu à d'abondants commentaires, souvent polémiques. Elle peut aussi s'exercer plus concrètement dans le cadre de manifestations se réclamant du droit de résistance à l'oppression, destinées à faire pression sur l'ensemble des acteurs du système social, notamment les autorités publiques, pour le maintien, ou le rétablissement des valeurs du passé. En France, les actions de « la Manif pour tous » illustrent bien ce type de démarche.
En toute hypothèse, quelle que soit sa forme d'expression, la volonté d'ancrage dans une identité nationale définitivement figée à un certain stade de son évolution ne peut aboutir que si le corps social l'entérine. Tout est donc fonction des conditions dans lesquelles celui-ci est organisé et transmet aux individus les points communs constituant leurs repères identitaires du moment. En fonction de leur poids respectif, les familles, les communautés, le système éducatif, les médias, etc. jouent alors un rôle essentiel, en contribuant selon le cas à la conservation des traditions ou à leur changement. Il ne semble pas, par exemple, que la mondialisation de la communication provoque la création d'une identité globale cosmopolite remettant en cause les identités locales. À cet égard, les réponses différentes adoptées dans le monde à certaines grandes questions de société telles le mariage et la filiation sont significatives.

#### Motif de revendication
Alors que certains États, tels la Suisse, parviennent à juxtaposer harmonieusement des populations sensiblement différentes à de nombreux points de vue, notamment linguistique ou religieux, ce n'est pas toujours le cas dans d'autres. Ainsi, l'invocation par une ou plusieurs communautés de leur identité nationale spécifique sert parfois à justifier leurs revendications séparatistes, voire indépendantistes. Les doléances des Catalans, des Québécois, des Flamands ou des Écossais illustrent entre autres ce genre de démarche.
L'argument de l'identité nationale peut également être utilisé à l'appui d'une politique d'annexion par un État tiers alléguant les liens communs aux populations qu'il prétend réunifier. On parle alors d'irrédentisme. C'est dans ce cas souvent le prétexte linguistique qui est seul invoqué, par référence aux théories de Humboldt, présentées comme démontrant que chaque langue porte en elle une vision spécifique du monde. L'annexion des Sudètes par l'Allemagne en 1938 a offert un exemple tragique de ce type de comportement expansionniste. Aujourd'hui, dans certains des États issus de l'ancien bloc soviétique, et notamment en Ukraine, les tensions entretenues autour de la présence de populations russophones sont elles aussi significatives, comme en a témoigné la séparation forcée de la Crimée et son rattachement simultané à la Russie en mars 2014.

## Essai de tableau des identités nationales par États

### Royaume-Uni

#### Écosse
L'Écosse est l'une des quatre nations qui composent le Royaume-Uni de Grande-Bretagne et d'Irlande du Nord. L'hymne national, Flower of Scotland, est notamment joué lors des compétitions sportives internationales.
L'Écosse a bénéficié de la « dévolution » de l'Écosse, son autonomie, à la suite du référendum du 11 septembre 1997. L'ancien royaume d’Écosse avait été uni sous la contrainte à celui d'Angleterre en 1707. Il dispose depuis 1999 de son propre parlement.
« Si les Écossais croient en l'Écosse, en leur identité nationale, en leur destin, ils n'ont pas d'autre choix que de répondre oui », a déclaré Peter Mandelson, second du gouvernement Blair.
William Wallace est considéré comme le « libérateur de l'Écosse » car il défit les troupes anglaises. Pour Ken Gill, responsable culturel de Stirling, « C'est notre premier héros national. Même si tout ce que nous connaissons de lui relève plus des récits tardifs de ménestrels que de l'Histoire. »
Le débat sur l'identité nationale de l'Écosse conduit également à s'interroger si l'Écosse coute plus qu'elle ne rapport au contribuable britannique. Toutefois, la réponse à cette question dépend notamment du sort du gaz et du pétrole écossais. Certains considèrent qu'avec « le pétrole et le gaz, une Écosse indépendante deviendrait la huitième plus riche nation du monde».
En 1165, Guillaume le Lion conclut l'Auld Alliance avec Louis VII, formant une coalition pour les guerres contre les Anglais. En 1428, l'alliance est renouvelée, un corps expéditionnaire écossais soutient le dauphin Charles et Jeanne d'Arc. En 1558, l'alliance contre Londres conduit au mariage de Marie, reine des Écossais, et du futur François II, roi de France.

### BalkansetEurope de l'Est
Les Balkans sont souvent présentés comme l'exemple même des problèmes posés par des nationalismes antagonistes, mais ce que l'on ignore généralement, c'est qu'avec la Filikí Etería, il existait initialement un « humanisme transnational et philhellène balkanique » se référant à une « Romania » idéalisée transcendant les langues ; c'est le Congrès de Berlin, en 1878, qui, pour contrer le panslavisme et l'influence de la Russie, ainsi que la « Megali Idea » grecque, a joué sur la diversité ethnique des Balkans pour y constituer de petits États nationalistes, aux identités opposées, faibles et rivaux. Aucun ne devait se développer au-delà d'une certaine limite ; chacun se trouvait enserré dans une nasse de liens diplomatiques et dynastiques, parfois opposés ; tous dépendaient des grandes puissances européennes. Le Congrès de Berlin inaugure ce que l'on a appelé la « balkanisation », processus de fragmentation politique qui débouchera sur les Guerres balkaniques, contribuera au déclenchement de la Première Guerre mondiale, et servira plus tard de modèle à la dislocation de la Yougoslavie dans les années 1991-96.
Yougoslavie signifie « slaves du sud ». Le pays est né d'une volonté de rassembler, contraire à la « balkanisation », et d'un processus d'unification politique des slaves du sud. La Yougoslavie a développé un « nationalisme sud-slave » transcendant les trois langues (slovène, serbocroate, macédoslave), les trois religions (christianisme catholique et orthodoxe, islam) et les deux alphabets (latin et cyrillique) du pays. Il a fallu la Seconde Guerre mondiale pour démembrer la Yougoslavie, reconstituée après-guerre par le communiste croate Tito, maître du pays de 1945 à 1980. Mais Tito donna au pays une structure fédérale calquée sur l'URSS, où seul le parti communiste assurait l'unité, et cela, par un système dictatorial, ce qui portait en germe la division du pays : « la Yougoslavie », disait-il fièrement, « a six républiques, cinq nations, quatre langues, trois religions, deux alphabets et un seul parti ». C'est pourquoi, sous Tito, le sentiment de l'identité nationale yougoslave s'affaiblit considérablement, tandis que se renforçait le sentiment d'identité nationale de chacune des nations composant officiellement le pays.
La république de Macédoine, issue de l'ex-Yougoslavie en 1991, est un État où vivent des personnes de langues et religions différentes, notamment des Macédoniens slaves (de langue très proche du bulgare), des Albanais, des Turcs, des Valaques et des Roms. L'histoire du pays est grecque, romaine, byzantine, bulgare, turque et yougoslave, d'où la difficulté à trouver des symboles nationaux acceptés par tous. Les dirigeants choisirent donc des « repères identitaires » non pas dans l'histoire slave, mais dans la Macédoine antique, revendiquant, malgré les protestations de la Grèce, l'héritage d’Alexandre le Grand[réf. nécessaire].
La fragmentation politique de l'ex-Yougoslavie a produit 7 états (Slovénie, Croatie, Bosnie-Herzégovine, Serbie, Monténégro, Kosovo et Macédoine) qui ont développé chacun sa propre identité nationale, en choisissant systématiquement comme « repères identitaires » les traits qui l'éloignent et le différencient des voisins, plutôt que ceux qui les en rapprochent.
Pour empêcher la réunification de la Moldavie et de la Roumanie, espérée par les roumanophones, les gouvernements pro-russes qui se sont succédé en Moldavie ont procédé de même que les États ex-yougoslaves, développant les « repères identitaires » qui éloignent le plus possible le pays de la Roumanie, et le rapprochent de la Russie. En Biélorussie et en Ukraine, bien qu'aucun de ces pays ne risque de s'unir à un pays non-slave, il existe également deux identités nationales antagonistes, l'une locale, mais aussi pro-européenne, qui s'appuie sur des « repères identitaires » liés à l'histoire pré-russe de ces pays (et donc, à la Pologne, à la Lituanie et aux Habsbourg), et l'autre panslave, mais aussi pro-russe, qui s'appuie sur des « repères identitaires » liés à l'histoire russe et soviétique de ces pays.

### Belgique
L'un des symboles de l'identité nationale belge est le drapeau belge, mais le pays est tout le temps marqué par des tensions entre la communauté flamande et la communauté française, que l'on appelle également communauté Wallonie-Bruxelles pour rappeler l'absence d'unicité du territoire de cette « communauté » linguistique.

### Canada

#### Québec

La fleur de lys à l'origine du nom Fleurdelisé pour le drapeau du Québec, symbole de la francité nord-américaine.

L’identité de la nation québécoise se concrétise dans sa langue majoritairement française[réf. nécessaire] dans cette province du Canada, à l’inverse du reste du pays où l’anglais prédomine.

### Égypte
Bien que l'Égypte actuelle se situe sur le territoire de l'Égypte antique, civilisation qui dura trois millénaires environ, et fut chrétienne au Ve siècle, son identité nationale s'est essentiellement forgée à partir de l'époque de la décolonisation.
Aujourd'hui, les langues et religions dominantes en Égypte sont la langue arabe égyptienne et la religion musulmane, même s'il existe des minorités religieuses notamment coptes chrétiennes et des minorités linguistiques, notamment nubienne et siwi.
Seules trois religions sont reconnues en Égypte : l'islam, le christianisme et le judaïsme. Les non-musulmans subissent la discrimination..
L'identité égyptienne s'est forgée sous l'influence de Nasser et dans les années 1952, puis a évolué après le départ de Nasser.
Depuis cette époque, elle a notamment subit différentes influences et notamment l'influence marxiste, l'influence de l'union socialiste arabe, l'influence islamique, l'influence libérale, mais aussi, l'influence des États-Unis et de l'Occident.
L'Égypte revendique la pierre de Rosette qu'elle considère comme «une icône de l'identité égyptienne», d'après M. Hawass.

### Espagne
En Espagne, le débat sur l'identité nationale est ouvert depuis 1898, année de la défaite contre les États-Unis, en rade de Santiago de Cuba.
L'Espagne ne dispose pas de symbole commun dans lesquels se reconnaissent les espagnols d’un point de vue politique. La langue y est un motif de discorde, tout comme la controverse sur l’hymne (sans parole), le drapeau, la fête nationale. Ainsi, le 13 mai 2009, au stade de Mestella de Valence, ont été sifflés à la fois le roi Juan Carlos Ier et la reine Sofia mais aussi l’hymne espagnol, par des citoyens basques et catalans de nationalité espagnole.
L'Espagne est également divisée sur son ressenti de la guerre civile qui opposa les républicains aux franquistes, les deux Espagne. Avec la transition, l'identité espagnole s'est construite sur ce pacte d'oubli.
Le drapeau espagnol est parfois perçu comme faisant référence à la dictature franquiste.

### France
En France, à la Révolution et lorsque la République apparait, l'adjectif « national » est largement utilisé pour remplacer le mot « royal ». Les anciennes provinces, maintenant unis par la législation, restent néanmoins culturellement et linguistiquement diverses, et l'Empire à son apogée y ajoutera même Rome ou Hambourg.
La question de l'identité nationale se repose avec acuité à propos de l'annexion de l'Alsace-Moselle par le nouvel Empire allemand en 1871. Qu'est-ce qu'une nation ? (mentionné plus haut) est souvent interprété comme le rejet du nationalisme racial, culturel et linguistique du type allemand (qui justifiait l'annexion) en faveur d'un modèle contractuel de la nation, association volontaire d'individus ayant en commun d'« avoir fait de grandes choses ensemble, vouloir en faire encore » dans l'avenir (conception justifiant au contraire l'appartenance de l'Alsace-Moselle à la France).
Le thème de l'identité nationale qui renaît à la fin des années 1970 est un thème de gauche. Il intègre alors les cultures minoritaires, et est fondé sur l'anti-américanisme. Dans les années 1980, il est repris par Jack Lang comme grand thème de sa politique qui s'en sert pour justifier « l'exception culturelle ». L'identité française est alors culturellement définie par les gouvernants socialistes par sa diversité. Puis, à partir de la seconde moitié des années 1980 le thème est repris par la droite.

#### Débat sur l'identité nationale, 2009
En 2009, le président Nicolas Sarkozy a organisé un débat sur le thème de l'identité nationale, après en avoir fait un thème de campagne durant l'élection présidentielle de 2007. Le président Sarkozy a chargé Éric Besson, ministre de l'Immigration, de l'Intégration, de l'Identité nationale et du Développement solidaire de lancer le débat en France. Ce dernier a déclaré en octobre 2009 : « J'ai envie de lancer un grand débat sur les valeurs de l'identité nationale, sur ce qu'est « être Français aujourd'hui » […] avec les parlementaires, députés et sénateurs, avec les députés européens ». Il a ajouté, entre autres : « Il faut réaffirmer les valeurs de l'identité nationale et la fierté d'être français » et « Je pense par exemple qu'il serait bon – aux États-Unis c'est banal, en France ça reste parfois compliqué – que tous les jeunes Français aient une fois dans l'année l'occasion de chanter la Marseillaise ». L'opposition a manifesté un certain scepticisme à l'annonce de cette proposition,.
Selon un sondage CSA, effectué sur un « échantillon national représentatif de 1006 personnes », publié le 2 novembre 2009 dans Le Parisien / Aujourd'hui en France sur les Français et le thème de l'identité nationale, à la question « Quels sont les éléments importants qui constituent l'identité de la France ? », dans la catégorie très important, les sondés placent en tête la langue française (80 %) devant la République (64 %), le drapeau tricolore (63 %), la laïcité (61 %), les services publics (60 %) et La Marseillaise (50 %) et 31 % l'accueil d'immigrés.
Dans un sondage Ifop-Journal du dimanche, réalisé les 26 et 27 novembre 2009, 72 % des personnes interrogées estiment que ce débat « constitue une stratégie pour gagner les élections régionales » et 57 % estiment qu'il « est justifié car il correspond à un sujet qui intéresse les Français »,.
Le 4 décembre 2009, vingt chercheurs publient une tribune dans Libération dans laquelle ils s'élèvent contre l'instrumentalisation politique de la notion d'identité nationale qui met selon eux la démocratie en danger. Selon Michel Wieviorka, sociologue et directeur d’études à l’EHESS, ce débat « attise les crispations sur l’immigration, car l’objectif est bien de traiter d’immigration, l’essentiel des points soumis à débat concerne cette question » et ajoute que l’existence d’un ministère de l’Immigration et de l’Identité nationale « est une catastrophe intellectuelle et politique pour l’image générale de la France ».
Ce débat a coïncidé temporellement avec l'initiative populaire « Contre la construction de minarets » en Suisse. À cette occasion Christine Boutin, présidente du Parti chrétien démocrate, a déclaré « Les minarets symbolisent la terre d'islam et la France n'est pas une terre d'islam.»
À l'origine, la sortie du rapport de synthèse d'Éric Besson sur ce débat devait se faire le 4 février 2010, mais il a été remplacé par un séminaire gouvernemental.
Faisant, selon Le Monde, « écho au débat », cinq personnalités — Pascal Blanchard, Marc Cheb Sun, Rokhaya Diallo, François Durpaire et Lilian Thuram — signent « L'appel à une République multiculturelle et post-raciale » qui est, pour le quotidien ; « une invitation au changement, une invitation de la société française à s'accepter telle qu'elle est : diverse ». Le débat fait l'objet de nombreux travaux de recherche, comme ceux d'Albin Wagener qui publie un ouvrage en 2010 sur la question.[réf. nécessaire]
Le philosophe Jean-Claude Bourdin, dans son article « Les conflits d'identités comme preuves de la démocratie », précise que selon lui : « la démocratie [telle que la nôtre], devrait être accueillante à l’égard des identités. Platon n’enseignait-il pas que l’homme démocratique recherche sa liberté et sa distinction d’avec les autres ? La doxa tocquevilienne n’aurait-elle pas dû nous préparer à comprendre que l’individu démocratique, tout à sa passion de l’égalité, fait passer celle-ci par toutes les formes d’affirmation de soi ? Enfin, le pluralisme des sociétés démocratiques devrait conduire à accepter le fait des identités proclamées, affirmées, rendues visibles, voire folklorisées. Pourquoi alors régulièrement la politique démocratique vit-elle comme des menaces les expressions d’identités ? ». En France, selon Bourdin, la démocratie est pensée selon l’idée régulatrice de l’universalisme républicain dont la laïcité serait l'aspect pratique. C’est donc par rapport à cet universalisme républicain laïque que les identités peuvent faire difficulté, mais cet universalisme est légalement limité, et il faut mentionner ici que la nationalité française n'est pas automatiquement conférée à tout enfant né en France : un enfant a toujours non seulement le nom, mais aussi la nationalité de ses parents et si un enfant naît à l'étranger de parents français, il est français, tandis que si l'enfant naît en France de parents étrangers, il sera étranger : pour devenir français il devra, à sa majorité, en faire la demande, qui peut être acceptée ou refusée.
Débat sur l'identité, 2020
Lors d'un entretien avec L'Express, Emmanuel Macron relance le débat sur l'identité nationale en assumant sa filiation avec Nicolas Sarkozy en déclarant « L’intuition de Nicolas Sarkozy il y a dix ans était bonne même s’il me semble que la formule d’“identité nationale” était sujette à trop de polémiques ». Emmanuel Macron estime qu'« être français, c’est d’abord habiter une langue et une histoire, c’est-à-dire s’inscrire dans un destin collectif »,.

### Haïti
Haïti est le seul État francophone indépendant d'Amérique du Nord. Ainsi, d'après l’article 5 de la Constitution de 1987 : « Tous les Haïtiens sont unis par une Langue commune : le créole. Le créole et le français sont les langues officielles de la République ».
Au terme d'une double bataille pour la liberté et l'indépendance, remportée par d'anciens esclaves sur les troupes de Napoléon Bonaparte, l'indépendance du pays fut proclamée le 1er janvier 1804. Le nom de Haïti fut donné au pays qui devenu le premier au monde issu de l'abolition de l'esclavage.
Il semble que le peuple haïtien ne reconnaît pas le lien du sang mais seulement celui de l'histoire : les « Peaux-Rouges » sont considérés comme des « victimes innocentes » (Indiens et les Haïtiens auraient partagé une destinée similaire), alors que « le Blanc » est considéré comme « l'ennemi des Haïtiens ». L'identité nationale haïtienne se baserait sur cette vision de l'ennemi.

### Hong Kong
À la suite de la rétrocession de Hong Kong à la république populaire de Chine, le gouvernement central chinois a voulu développer le concept connu sous le slogan «un pays, deux systèmes». Dans cette optique, le 30 juin 2007, le président Hu Jintao a déclaré « Nous devons encourager un fort sentiment d'identité nationale parmi les jeunes de Hong Kong et promouvoir les échanges entre les jeunes de Hong Kong et de l'intérieur du pays pour qu'ils puissent développer la fière tradition d'"Amour de la mère patrie" et d'"Amour de Hong Kong" ».

### Inde
En Inde, l’identité nationale est définie par la Constitution à partir de critères civiques et territoriaux.
L'hymne national est le Jana Gana Mana. Pour les hindouistes, l'hymne national indien aurait pu être le Vande Mataram, toutefois, celui-ci n'a pas été retenu car il contenait des connotations hindouistes.
Jean-Claude Carrière estime que le Mahabharata « est l'Inde même », et que tous ses détails « font encore aujourd'hui partie de la vie quotidienne de l'Inde », ainsi que « aucun peuple au monde n'est aussi étroitement lié à une œuvre poétique que le peuple indien », allant jusqu'à se demander si ce texte n'est pas « le vrai ciment » qui unit « les peuples indiens ».

### Iran
L'Iran, pays dont la civilisation a environ 3000 ans, a considéré certaines des nations voisines comme des «créations coloniales». Le pays a notamment été attaqué par les Afghans, les Grecs, les Turcs, les Mongols, les Russes et les Irakiens, mais aussi mis sous tutelle par la Grande-Bretagne et la Russie. Dans cette Histoire, les iraniens se considèrent comme des victimes innocentes des autres États. Cette perception a été renforcée par le léger biais pro-irakien et anti-iranien de certains États occidentaux, lors de la guerre Iran-Irak, notamment au sujet de l'utilisation d'armes chimiques, jusqu'à ce jour.
L'histoire de l'hostilité entre l'Iran et les nations voisines a renforcé les iraniens dans la croyance qu'il leur est nécessaire d'être auto-suffisant pour ne pas dépendre des nations étrangères. En particulier, la constitution indique que l'objectif de l'État est d'atteindre l'autonomie dans une variété de domaines, tels que l’agriculture, la technologie ou le militaire. Cette démarche identitaire a poussé l'Iran dans la voie du développement du nucléaire.
Sur autre plan, l'un des anciens drapeau de l'Iran était un drapeau tricolore (Vert, Blanc, Rouge) arborant en son centre des armoiries (un emblème) en fil d’or représentant le Lion et le Soleil. Cet emblème a été remplacé par Rouhollah Khomeini, le fondateur du pouvoir théocratique. La théologie devant, selon lui, se substituer à l'identité nationale, l'actuel emblème est une forme calligraphique stylisée de « Allah » (الله) mais les opposants à l'actuel drapeau appellent cet emblème rouge la « Fourche Sanglante ».
L'identité iranienne renvoie au chiisme.
Enfin, la construction de l'identité nationale iranienne s'est faite au détriment de la « minorité kurde ».
L’identité iranienne est la résultante pragmatique de trois tendances: l'héritage national, culturel social, naturel ; l’islam chiite, référence culturelle de la majorité de la population ; et l’international incluant science, arts, dans un monde globalisé.

### État israélienetÉtat palestinien
Deux identités différentes, mais liées, se sont construites sur un même territoire : celui de l’ancienne « Palestine mandataire ».
L’identité nationale israélienne est basée sur les valeurs du sionisme (le droit à un état où les Juifs soient chez eux, en paix et en sécurité), sur la notion d’alya (retour au foyer ancestral) et sur l’histoire récente des Juifs (où la Shoah joue un rôle central) et du pays (qui a dû combattre militairement pour son indépendance et son maintien, sans parvenir à trouver paix et sécurité, d’où une « mentalité d’assiégé » et la décision de s’entourer lui-même d’un mur de séparation). Ces conditions suscitent des débats identitaires passionnés dans la société israélienne, caractérisée par une démocratie et une liberté d’expression introuvables ailleurs dans la région, et présentant une grande hétérogénéité sociale, avec des communautés Ashkénazes, Séfarades, « Russes », « Américaines », Falashas, religieuses de diverses tendances, laïques... sans compter les Arabes israéliens.
Le débat identitaire, mais aussi la politique de l’État hébreu, notamment par rapport aux Palestiniens, se joue entre l’aspect religieux et nationaliste, véhiculant des valeurs mystiques, et l’aspect démocratique et universaliste, véhiculant des valeurs humanistes excluant à long terme la concrétisation matérielle des symboles mystiques, pour aboutir à un état multiculturel laïc. Ce clivage qui a culminé avec l’assassinat d'Yitzhak Rabin, transparaît notamment à travers les controverses d’historiens concernant la responsabilité de l’État d'Israël au sujet de l’exode des Palestiniens en 1948.
La naissance de la conscience nationale palestinienne et de l’aspiration à un État palestinien peut se faire depuis une lecture sioniste traditionnelle, faisant de cette identité palestinienne un phénomène tardif et exogène, en réaction au projet sioniste, à une lecture de l’historiographie nationaliste palestinienne qui défend la thèse d'un phénomène précoce et endogène. La société palestinienne aussi présente une grande hétérogénéité sociale, avec des courants laïcs plutôt enclins aux compromis réalistes, religieux plutôt enclins à l'intransigeance, et des minorités Druzes, Bahaïes et chrétiennes de plusieurs obédiences… sans compter (encore une fois) les Arabes israéliens. Qui plus est, une partie importante de la population active palestinienne travaille en Israël et parle l'hébreu…
La nouvelle historiographie n’oppose plus le processus d’identification palestinienne au projet sioniste, tentant de montrer que la conscience nationale palestinienne s’est plus construite dans les milieux instruits contre l’impérialisme ottoman qui contrôle alors le Moyen-Orient, cet éveil se concrétisant dès 1936-39 par la « grande révolte arabe de Palestine ». En revanche, les instrumentalisations politiques continuent à opposer ces identités, d’où la permanente ébullition des deux sociétés imbriquées et les poussées de violence qui la ponctuent.

### République dominicaine
Comme les identités nationales européennes, l'identité nationale de République dominicaine a été construite au XIXe siècle. Elle est basée sur un agrégat idéologique, politique et culturel, construit par la bourgeoisie, sous prétexte de défendre l'intérêt commun.
Cette idéologie identitaire est notamment articulée sur les trois axes que sont l'hispanisme, l'indianisme, et l’antihaïtiansime.
L'influence espagnole s'est exercée dans les domaines linguistique, ethnique, religieux et juridique, tout en niant l'existence d'un éventuel lien avec une tradition africaine.
L'identité s'est aussi construite sur la fiction d'un indianisme, popularisé notamment par le roman de Manuel Jésus Galvan – Enriquillo en 1882.
L'histoire des relations liant Haïti à la République dominicaine, de 1777 à 1937, et l'entretien de cette mémoire ont aussi créé des tensions politiques, frontalières et idéologiques, introduisant une forme d'antihaïtianisme dans l'identité nationale de ce pays.

### Russie
La religion orthodoxe, la langue russe (parlée par l’écrasante majorité des habitants de la Russie), la culture (en particulier le poète Pouchkine), sont considérés comme des éléments importants de l’identité russe.
La religion orthodoxe est une référence russe officielle depuis un millénaire. Considérée comme religion d’État avant Pierre le Grand, elle est séparée de celui-ci en 1918, et réintroduite comme élément identitaire durant la Seconde Guerre mondiale (1943) par Staline. Après la chute du régime soviétique, cette religion (plus que la pratique religieuse) trouve une position de symbole d’identité nationale, alors que la diversité religieuse s’installe officiellement dans la fédération de Russie : la loi du 26 septembre 1997 « sur la liberté de conscience et les associations religieuses » reconnaît :
- le « rôle particulier de l’orthodoxie dans le développement de la nation russe et dans sa culture » (ainsi que la séparation de l’Église et de l’État)
- le christianisme dans son ensemble « partie intégrante de l'héritage historique du peuple russe », au même titre que l’islam, le judaïsme et le bouddhisme[80].
- les « organisations religieuses », qui bénéficient d’une existence légale contrairement aux « groupes religieux »,
- seules les organisations religieuses ayant existence légale depuis cinquante ans peuvent se prévaloir d’être russes.

Un autre élément identitaire en Russie est la nostalgie impériale et soviétique qui se traduit par de nombreuses références dans les discours officiels, par le soutien officieusement apporté aux minorités russophones ou pro-russes des anciennes républiques soviétiques (surtout celles qui, comme la Géorgie ou l’Ukraine, ont tenté des rapprochements avec l’OTAN ou l’UE contre l’avis du Kremlin), ainsi que par la persistance des symboles soviétiques dans l’espace public (statues, armoiries, étoiles…) et la multiplication des symboles impériaux (aigle bicéphale notamment). Dans certains cas, des guerres comme celle du Dniestr dès 1992 ou celle du Donbass en 2014 ont utilisé et renforcé cette nostalgie, qui se manifeste sur le terrain par des annexions de facto comme celle de la Crimée ou des revendications comme celle de la Nouvelle-Russie en Ukraine.

### Scandinavie (Suède, Norvège, Danemark)
À la fin des années 2010, les scores électoraux de l'extrême droite dépassent 20 % et la notion d'identité nationale y est un sujet sensible. Au point qu'en 2020, une campagne publicitaire de la compagnie aérienne SAS vantant les bénéfices des voyages en mettant en avant que toutes les traditions ont été importées, a dû être retirée puis modifiée face à de vives protestations,.

### Suisse
L'identité nationale helvétique subit les lignes de fractures séparant les identités de langues française, allemande, italienne et romanche, les quatre langues nationales et / ou officielles. Toutefois, un sentiment d'identité nationale existe en Suisse. En particulier, d'après le site web de la confédération, le drapeau suisse est un symbole de l'identité nationale.

### Suriname
La « république du Suriname », anciennement Guyane hollandaise, est une république à régime parlementaire dont la constitution date de 1987. C'est une ancienne colonie des Pays-Bas et c'est le seul pays non insulaire du continent américain dans la langue officielle est le néerlandais.
La densité moyenne de population est très faible, alors que la capitale, Paramaribo, concentre la moitié des habitants, en particulier des créoles, la province serait davantage influencée par les Asiatiques (Indiens et Indonésiens). Des tensions existeraient entre ces deux populations. Le plan quinquennal du Surinam pourrait permettre d'augmenter l'esprit de solidarité des membres du peuple en rendant possible des initiatives pouvant favoriser l'intégration sociale.

### Taïwan
L'identité nationale de Taïwan a commencé à se séparer de l'identité chinoise lorsque l'île a été sous gouvernement japonais. Par la suite, une politique de resinisation de l'île a été menée.
Aujourd'hui, l'identité nationale de Taïwan est floue, et varie notamment entre Taïwan (non institutionnalisé), et république de Chine (institutionnalisé). Les appellations Formose et Chine Libre étant passées de mode. L'identité nationale s'y manifeste également les jours fériés qui sont plus politiques que religieux.
L'identité nationale à Taïwan se compose officiellement de 14 groupes Aborigènes, contrairement à la république populaire de Chine qui se compose officiellement de 56 nationalités.

### Turkménistan
Saparmyrat Nyýazow (1940-2006, chef d'État de 1985 à 2006) considérait que le Turkménistan n'avait pas une identité nationale établie. Cela justifiait à ses yeux le développement du culte de la personnalité à son profit[réf. nécessaire]. Pour cela, il diminua les influences russe et occidentale, fit rebaptiser des aéroports, écoles, mois de l'année et même une météorite, aux noms de personnes de son entourage, ou à son propre nom. Des statues à son effigie se trouvent un peu partout dans le Turkménistan, en particulier une au sommet de l'Arche de la Neutralité, plus haut bâtiment d'Achgabat, est plaquée d'or et reste orientée vers le soleil en pivotant sur elle-même.
Le « Ruhnama » (Livre de l'âme), du même auteur, se veut le texte fondamental de la nation. Il a été écrit pour servir de « guide spirituel de la nation », et de socle culturel[réf. nécessaire].
Sous la domination de l'URSS, les Baloutches avaient obtenu des droits relatifs à leur identité culturelle et nationale. Depuis l'indépendance du Turkménistan, ce groupe est poussé à perdre totalement son identité et à subir une assimilation imposée. En pratique, l’enseignement de la langue et des coutumes nationales est interdit. Tout militantisme lié à la singularité d'une minorité nationale est poursuivi pour « incitation à la haine inter-ethnique ». L’identité culturelle des minorités s'affaiblit donc aussi bien sur le plan culturel que linguistique. Ceci est également vrai pour les écoles nationales en langue ouzbèke ou kazakhe. Pourtant, les Ouzbeks constituent au moins 10 % de la population du pays. La population kazakhe a émigré au Kazakhstan, sous l'influence de la politique du gouvernement d’Astana.

### Viêt Nam
L'identité nationale vietnamienne est géographiquement fragmentée en trois par le découpage colonialiste français: Cochinchine, Tonkin, et Annam, puis en deux lors du découpage en deux zones de 1954 par le 17e parallèle. Elle a notamment subit les influences confucianistes, mandarines, colonialistes françaises, marxistes et maintenant consuméristes. Le statut de la femme varie du tout au tout entre les femmes mariées de force, et les femmes prostituées d'une part et les femmes dirigeant leur ménage d'autre part.
L'identité nationale vietnamienne est pourtant ancienne et s'est manifestée au XVIIe siècle, avant la colonisation par les français.
Elle est essentiellement construite autour de l'ethnie Viet, bien qu'il existe également au Viêt Nam des minorités (notamment les Tay, et Hmongs).
L'ethnie Viet représente 85 % de la population vietnamienne La langue vietnamienne est sans doute un élément de l'identité nationale vietnamienne, son alphabétisation romanisée a permis d'agrandir la cohésion nationale.
Le Viêt Nam est une nation multi-ethnique, multiconfessionnelle et contient 75 ethnies. Les minorités y occupent les deux tiers du pays et facilitent les contacts avec les pays voisins.
Concernant l'anglais et le français qui sont, de par la colonisation, les langues secondes du Viêt Nam, il est considéré que « l'anglais est la langue de l'avenir, le français, celle du souvenir ».
La religion la plus répandue au Viêt Nam est le bouddhisme mahayana. La deuxième religion du pays est la religion catholique romaine (4,5 millions de fidèles) faisant du Viêt Nam le deuxième pays catholique d'Asie. D'autres cultes tels que le caodaïsme, le taoïsme, le bouddhisme, le confucianisme, le christianisme, l'hindouisme ou l'islam et d'autres religions chinoises sont également pratiquées.